# حركة إعادة التجميع الفولتية
حركة إعادة التجميع الفولتية (بالفرنسية: Mouvement de Regroupement Voltaïque)‏، كانت حزبًا سياسيًا في فولتا العليا (بوركينا فاسو الآن). خاض الحزب انتخابات عام 1970.